# Most Garibaldiego w Rzymie
Most Garibaldiego w Rzymie – most drogowo-tramwajowy na Tybrze w Rzymie, łączący dzielnice Regola i Trastevere (Zatybrze).

## Historia i architektura
Obiekt wzniesiono w 1888 (prace zainicjowano w 1884) i nazwano na cześć włoskiego bohatera narodowego Giuseppe Garibaldiego. Był pierwszym mostem zbudowanym w Rzymie po zjednoczeniu Włoch. Autorem projektu przeprawy był Angelo Vescovali. W okresie budowy był trzecim pod względem szerokości mostem świata (121 metrów długości i 23 metry szerokości). W latach 1953-1956 został poddany restauracji przez architekta Giulio Kralla. W jej trakcie dwa oryginalne metalowe przęsła zostały wzmocnione żelbetem.
Konstrukcja obiektu składa się z dwóch przęseł. Z mostu rozpościera się panorama Wyspy Tyberyjskiej.

## Galeria

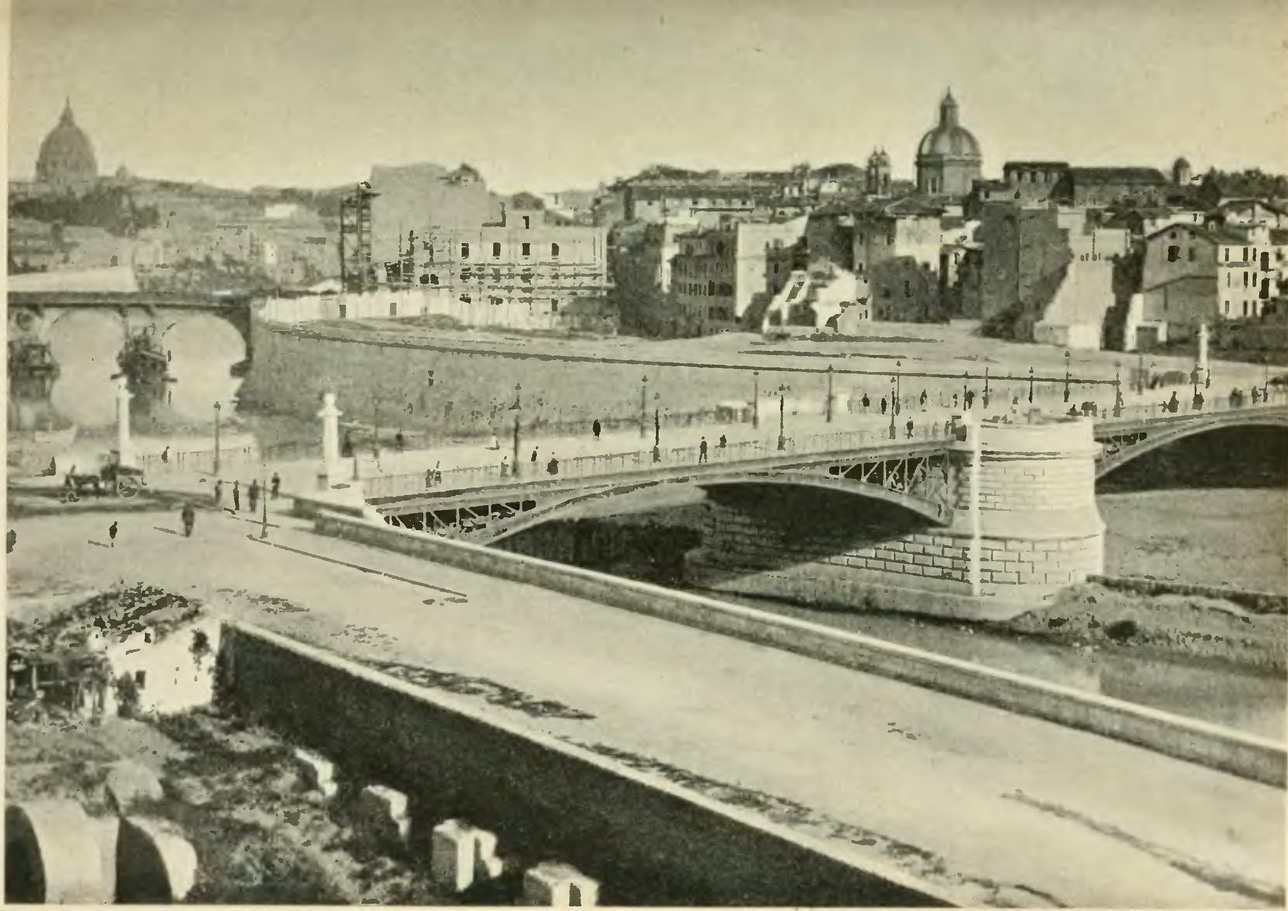
Most w 1896
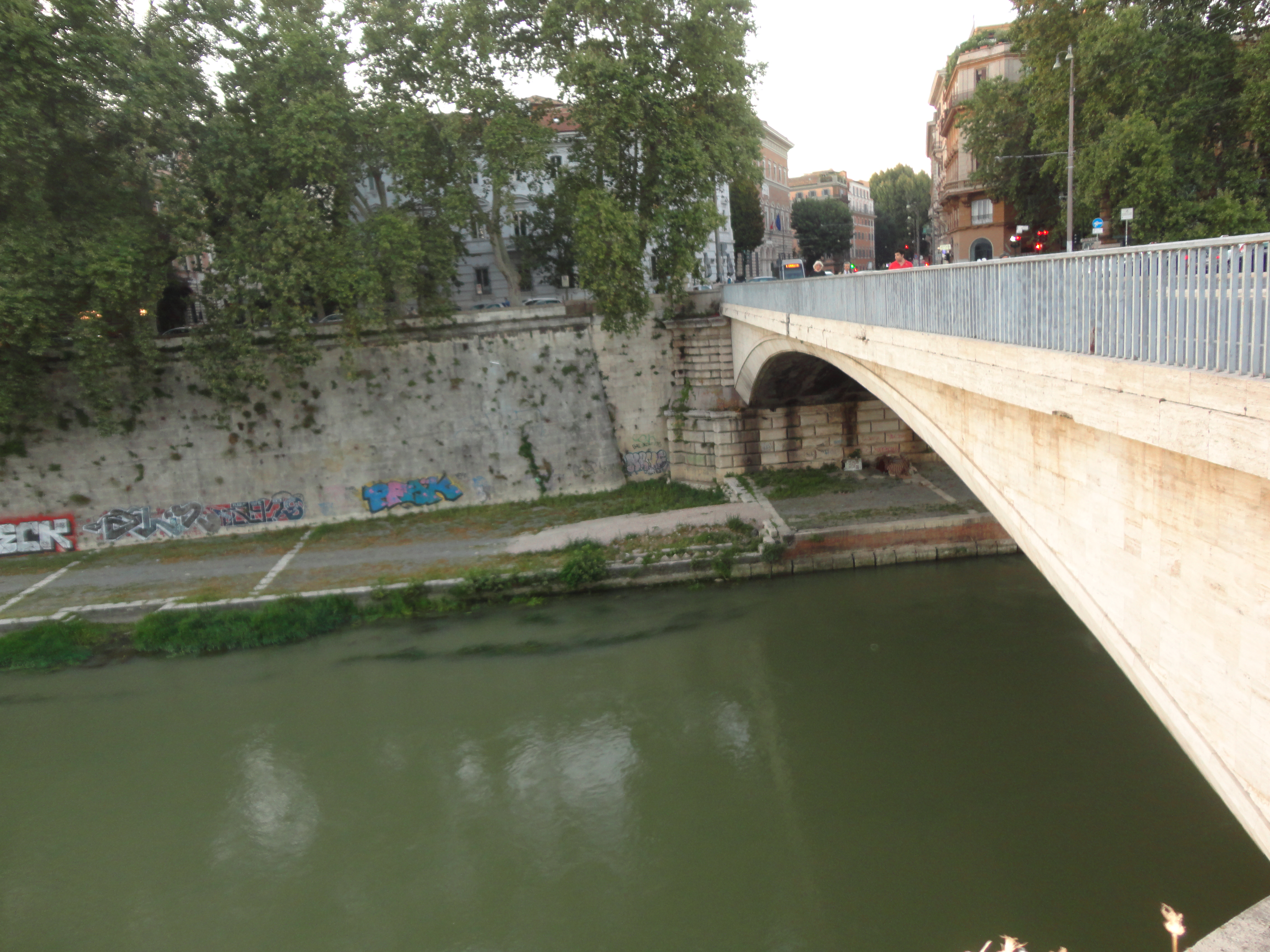
Przęsło
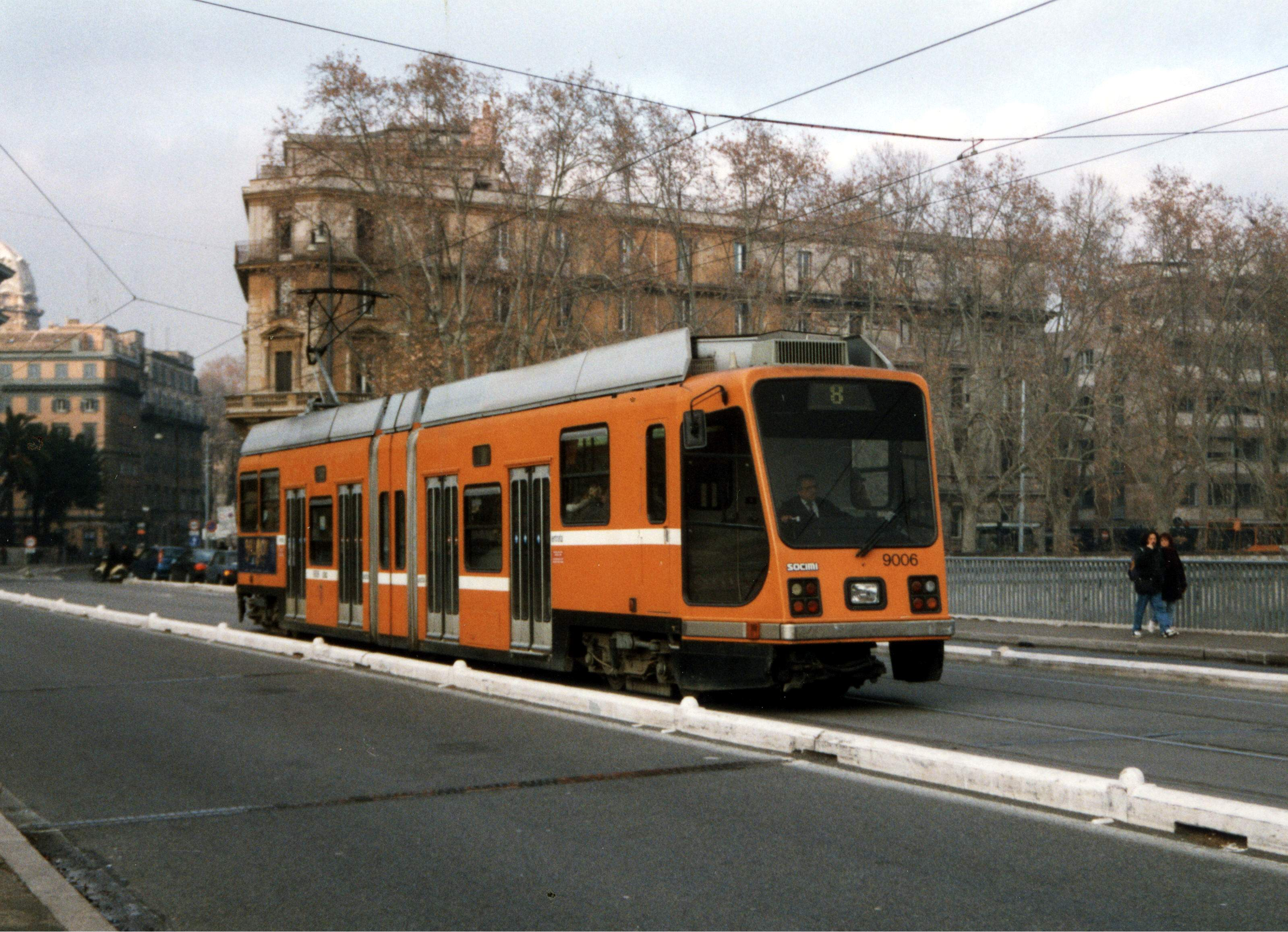
Tramwaj typu Socimi T8000 na moście